# Chiesa di Sant'Albano (Matrei in Osttirol)
La chiesa parrocchiale di Sant'Albano a Matrei in Osttirol è posta su un'altura di 86 metri ed è la più grande chiesa della zona. È dedicata a sant'Albano da Magonza. Le forme sono barocche e sono frutto di rifacimenti della struttura originaria.

## Storia

### Nascita della prima parrocchia

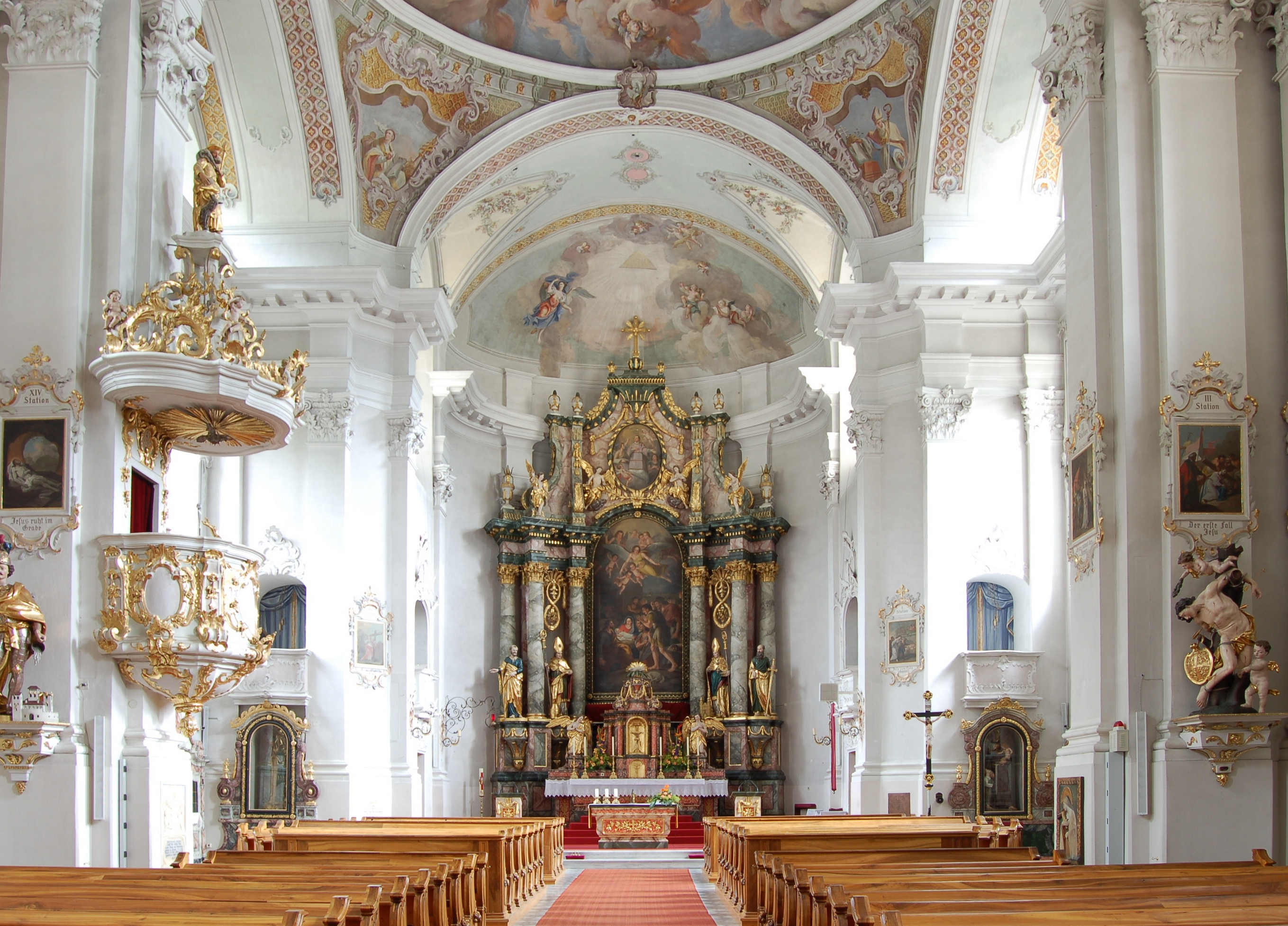
Veduta interna della chiesa parrocchiale di Matrei

Durante l'VIII secolo quando la regione divenne parte del ducato di Baviera, l'area venne evangelizzata e di conseguenza vi si costruirono le prime chiese. Il potente patriarcato di Aquileia si occupò quindi dell'edificazione di luoghi di culto a Virgen, Kals ed a Matrei. Secondo le decisioni del Parlamento di Aquisgrana, nell'811 Matrei ricadde nell'arcidiocesi di Salisburgo. La chiesa della città venne quindi elevata a parrocchia, assieme a quella di San Giacomo a Mitteldorf. La chiesa parrocchiale più antica di Matrei risale al 1162 come testimonia la torre campanaria presente sulla facciata. La chiesa, costruita in forme romaniche, venne completamente riedificata nel 1326 perché considerata pericolante.

### Chiesa gotica
La chiesa venne quindi ricostruita in forme gotiche e terminata nel 1334. Nel 1536 Balthasar von Kötschach si occupò di ulteriori lavori di ristrutturazione della chiesa parrocchiale. La navata principale si sviluppa per una lunghezza di 19 metri e una lunghezza di 12, il tutto completato da presbiterio (14 metri di lunghezza, 8 di larghezza), e dall'adiacente sacrestia. Nella parte settentrionale è visibile una cappella dedicata a sant'Ursula. Un apposito spazio sopra l'entrata venne creato nel 1663 per l'organo nel mezzo del transetto settentrionale. Nel 1740 venne consacrato l'altare della chiesa ancora visibile. È presente anche una raffigurazione nella chiesa di Sant'Albano della chiesa sussidiaria di San Nicolao, assieme ai patroni della diocesi Ruperto di Salisburgo e Virgilio di Salisburgo (prima metà del XVI secolo) e una cappella con una statua della Madonna risalente alla metà del XIV secolo.

### Costruzione della nuova chiesa

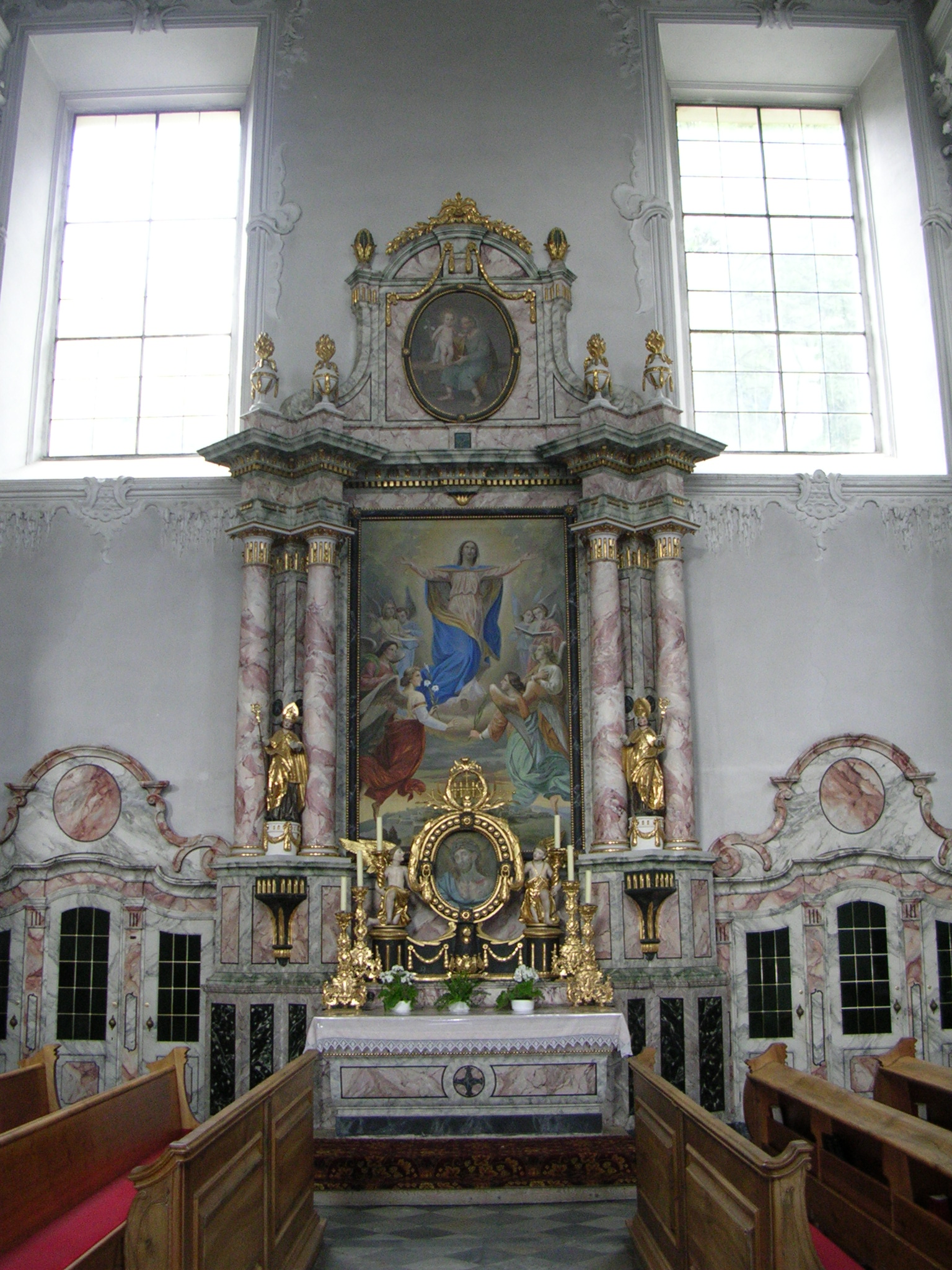
Cappella laterale della chiesa parrocchiale

Visti i deterioramenti che la chiesa aveva subito sino al XVIII secolo, tra il 1737 e il 1741 si pensò a una ricostruzione dell'edificio. Il progetto venne approvato dall'arcivescovo di Salisburgo Wolfgang von Hagenauer da cui il paese dipendeva. La chiesa venne ricostruita nelle mura e nella facciata e orientata su un asse Nord-Sud, assumendo una forma cruciforme. Il responsabile del progetto, Josef Adam Mölck, delegò la realizzazione del progetto all'architetto di Lienz Thomas Mayr. La pianta di Mölck prescriveva una lunghezza di circa 35 metri per la navata centrale, con tre cappelle per lato con la sezione del coro del presbiterio di forma trifogliata. Nel 1771 il costo complessivo dell'opera venne stimato di 20.000 fiorini, di cui 8.000 fiorini furono donati dall'arcivescovo di Salisburgo. Nel 1777 la struttura della nuova chiesa era terminata. I lavori interni di conclusero nel 1783 ed il 28 ottobre 1789 l'altare fu ufficialmente consacrato. A causa del dominio francese il capitolo della chiesa venne chiuso dal 1805 al 1807.

### Capitolo
Con la costruzione della nuova chiesa parrocchiale, Matrei divenne sede del decanato locale comprendente Huben, la Virgental (Parrocchie di Virgen e Prägraten), la Defereggental (Parrocchie di St. Jakob, St. Veit e Hopfgarten) assieme con la Kalsertal (Parrocchia di Kals).

## Descrizione

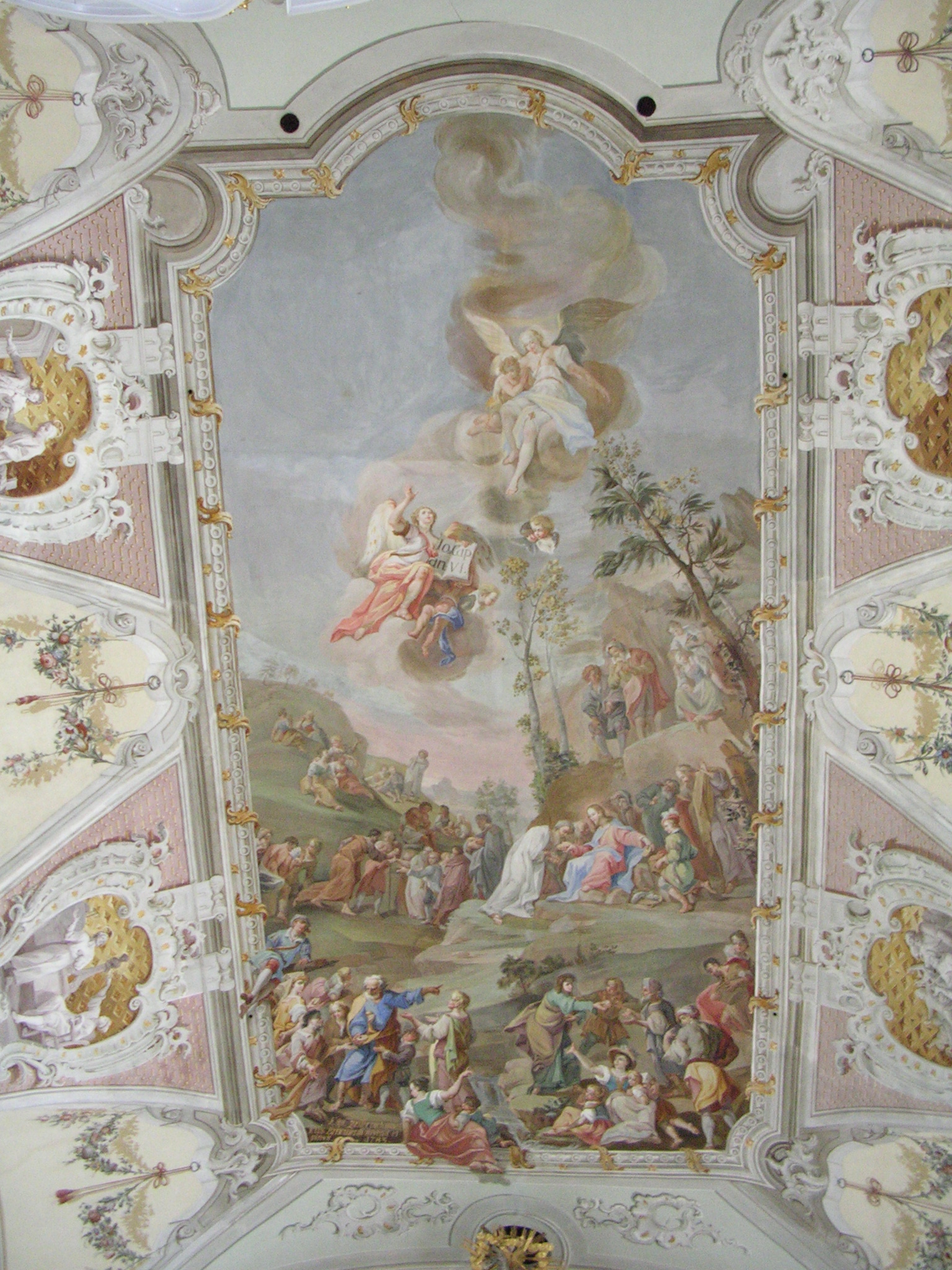
Affresco de "Il miracolo della moltiplicazione dei pani" sul soffitto della chiesa, opera di Franz Anton Zeiller.

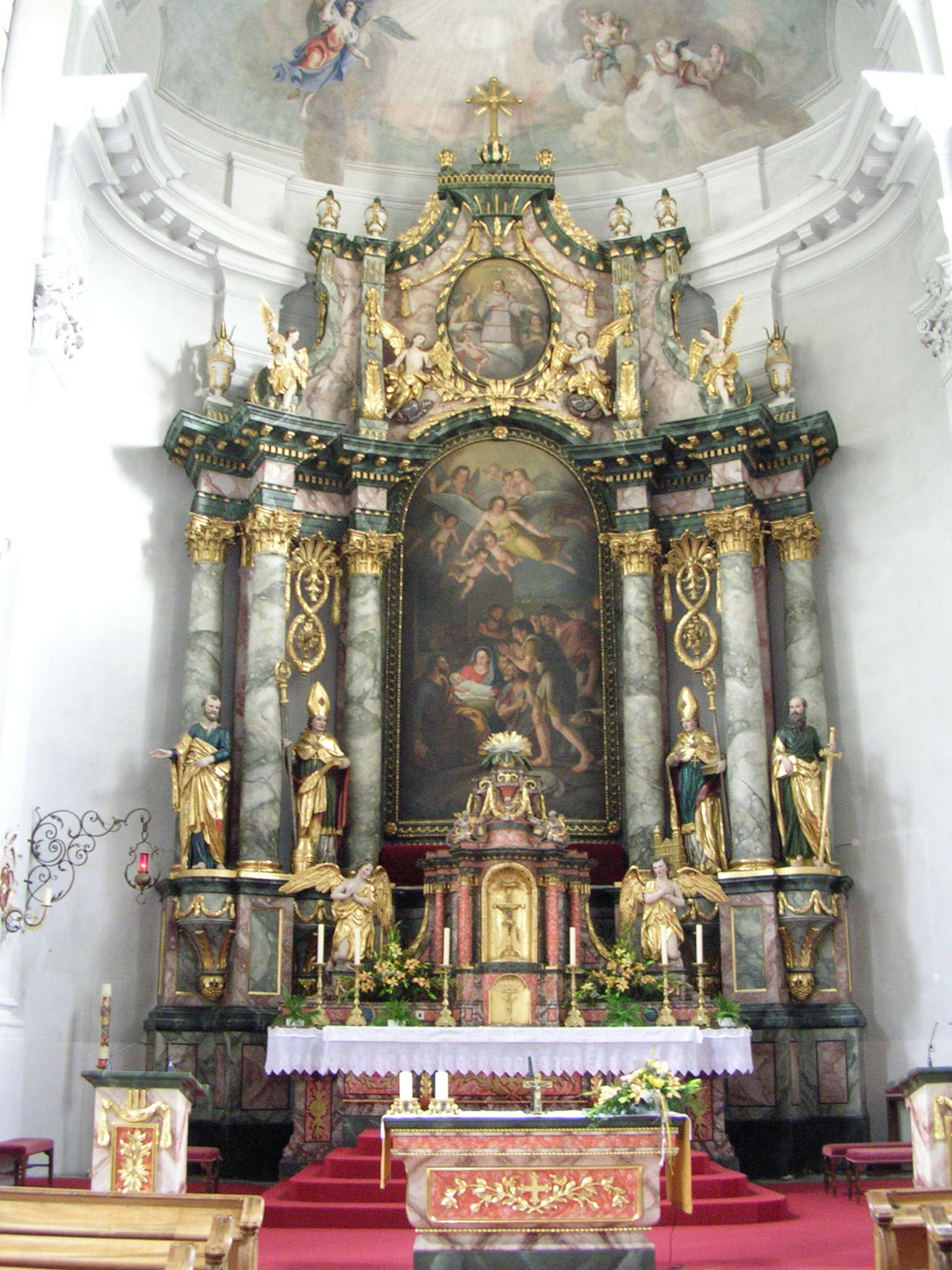
L'altare maggiore

### Stile
Thomas Mayr costruì la chiesa secondo lo stile neoclassico, con numerosi elementi barocchi soprattutto nel soffitto della navata centrale. Caratteristiche neoclassiche si trovano ad esempio nelle colonne caratterizzate da capitelli in stile ionico che delineano con delle lesene anche l'entrata principale dalle laterali.

### Affreschi e stucchi
Con la ristrutturazione del XVIII secolo si decise di rendere l'ambiente interno della chiesa più vivace con l'apporto di affreschi e stucchi. Gli artisti che collaborarono alla realizzazione degli interni furono Franz Anton Zeiller di Bressanone per l'opera di affresco e Franz Graßmayr di Innsbruck per gli stucchi. I lavori, iniziati nel 1783 furono promossi dal Principe Arcivescovo. Sul soffitto si trova l'affresco di Zeiller intitolato "Il miracolo della moltiplicazione dei pani" e nei quattro medaglioni adiacenti alcune scene del martirio di Sant'Albano. Presso la cupola si trova un altro affresco intitolato "Gloria di Sant'Albano" accompagnato da quattro cartiglio in cui "Venerazione del Nome di Gesù", opere del medesimo artista. Sempre all'opera di Zeiller si possono ricondurre le stazioni della via crucis presenti lungo le pareti della chiesa. I lavori di stuccatura furono compiuti nel 1784.

### Altare
L'altare maggiore, opera del XVIII secolo, è un'opera di Petrus Schmid. La sua opera è stata registrata presso lo Zillertaler, precisamente a Mittersill dove ha eseguito una statua. L'altare, in stile barocco, è costituito in marmo e stucchi dorati. Le statue in bronzo furono compiute nel 1805 e rappresentano l'"Adorazione dei Magi" e "Sant'Albano" opera dello scultore Andreas Nesselthaler e aggiunte nel 1807. L'opera principale dell'altare è costituita da una tela di Anton Raphael Mengs intitolata "La nascita di Cristo" risalente alla seconda metà del XVIII secolo. L'organo venne costruito da Johann Götz (Toblach) nel 1782.

### Sculture
La chiesa di Sant'Albano conserva anche sculture marmoree a opera di Johann Patterer e della sua scuola e un san Sebastiano di scuola italiana (1738). Un altro gruppo scultoreo è costituito da sant'Antonio accompagnato da angeli, san Giuseppe e Gesù Bambino. Per l'altare furono realizzate le statue di san Pietro e san Paolo accompagnati da angeli.